# Campeonato Potiguar de Futebol de 2015
O Campeonato Potiguar de Futebol de 2015, foi a 96ª edição do campeonato estadual de futebol do Rio Grande do Norte. A competição dará vagas à Copa do Brasil de 2016, à Copa do Nordeste de 2016, e à Série D do Campeonato Brasileiro de 2015. O América de Natal foi o campeão, tendo o título do Centenário vencendo o ABC.
placar 1 - 0 no
Frasqueirão.
No ano do centenário dos três times da capital, ideia é homenagear o estádio que fez parte desta história e que representa uma das melhores épocas do futebol do RN. Foi lá também que ABC, América-RN e Alecrim começaram a trilhar suas trajetórias como clubes de futebol. E, em 2015, ano em que as três equipes da capital completam 100 anos de fundação, uma homenagem será feita ao JL: o troféu do Campeonato Potiguar deste ano será uma réplica em 3D do antigo estádio.
Troféu do Campeão do Centenário
Em 2015, A Federação Norte-rio-grandense de Futebol (FNF), por meio do departamento de marketing, com a agência 10 Sports, lança o "Mais Futebol. Comprou, ganhou!", um programa de incentivo para o torcedor ganhar ingresso dos jogos do Campeonato Potiguar de Futebol Profissional 2015 ao comprar na rede de estabelecimentos comercias parceiras. Preencha os dados para o departamento de marketing da FNF entrar em contato com a empresa que irá terá uma marca simpática por todas as torcidas, Seja a (Patrocinadora do Mais Futebol) do Campeonato Potiguar de 2015.
A Federação Norte-Rio-Grandense De Futebol (FNF) promove o 3° concurso da Musa do Futebol Potiguar da 1ª Divisão de 2015. A ação de marketing coordenada pela 10 Sports e pelo consultor de moda, George Azevedo, oportuniza ao torcedor, votar e escolher a primeira das três finalistas do desfile final. A votação vai até dia 3 de maio de 2015. A vencedora ganhará R$ 3.000,00. O concurso tem o patrocínio da Aquacoco e Sparta Incorporadora. A votação pela internet poderá ser feita pelo site (Tribuna do Norte) ou pelo site da FNF.

## Fórmula de disputa
O Campeonato Potiguar de 2015 ocorrerá de 01 de fevereiro a 02 de maio de 2015, e contará com dez clubes, correspondentes aos nove melhores colocados da edição de 2014 e ao campeão da segunda divisão de 2014. O Campeonato será disputado em duas fases, da seguinte forma:
A Primeira fase, denominada "Copa Cidade do Natal" será disputada por todas as equipes em Fase Única, composta de nove rodadas (rodadas um a nove), com todas as equipes jogando entre si uma única vez (jogos de ida).
Ao final das nove rodadas da Copa Cidade do Natal a equipe melhor colocada (1º lugar) será declarada campeã e estará automaticamente classificada para a decisão do Campeonato Estadual de 2015 e garantirá vaga para a Copa do Brasil de 2016 e Copa do Nordeste de 2016. e as duas últimas colocadas estarão definido o descenso para a 2ª divisão em 2015, que será disputada em dois jogos, em sistema de ida e volta, sem vantagem para nenhuma das agremiações, com a ordem do mando de campo das partidas sendo decidido através de sorteio a ser realizado na sede da FNF.
A Segunda fase, denominada "Copa RN" será disputada pelas 8 (oito) equipes com melhores índices técnicos apresentados na Copa Cidade do Natal (1º ao 8º lugares). A Copa RN será disputada em Fase única, com todas as equipes jogando entre si uma única vez, com inversão do mando de campo, (jogos de volta) tendo com base os jogos da Copa Cidade do Natal, com os pontos zerados no inicio da Copa.
Ao Final das sete rodadas da Copa RN (rodadas um a sete) a equipe melhor colocada (1º lugar) será declarada Campeã da Copa Rio Grande do Norte e estará automaticamente classificada para disputar a decisão do Campeonato Estadual de 2015, a Copa do Brasil de 2016 e a Copa do Nordeste de 2016.
A Decisão do campeonato estadual será disputada em duas partidas, pelo sistema de ida e volta, com mando de campo da segunda partida para a equipe com melhor índice técnico em toda a competição,  considerando-se o total de pontos ganhos somados nas duas fases. Em caso de a mesma equipe vencer as (Copa Cidade do Natal e Copa RN), será declarado o Campeão Estadual de 2015, e o vice-campeão seria a segunda equipe de maior pontuação no campeonato, ambas estarão classificadas para disputar a Copa do Brasil de 2016 e a Copa do Nordeste de 2016. Ao término da competição, será fornecida também uma vaga para o Campeonato Brasileiro da Série D de 2015, excetuando-se o ABC que disputará a Série B, e América, que disputará a Série C.

### Critérios de desempate
Em caso de empate entre duas ou mais equipes no número de pontos ganhos, foram aplicados os seguintes critérios de desempate, na seguinte ordem:
1. Maior número de vitórias;
2. Maior saldo de gols;
3. Maior número de gols marcados;
4. Menor número de cartões vermelhos;
5. Menor número de cartões amarelos;
6. Sorteio.

## Primeira Fase (Copa Cidade do Natal)
| Classificação | Classificação       | Classificação | Classificação | Classificação | Classificação | Classificação | Classificação | Classificação | Classificação | Classificação | Classificação |
| Pos           | Times               | Pts           | J             | V             | E             | D             | GP            | GC            | SG            | %             |               |
| ------------- | ------------------- | ------------- | ------------- | ------------- | ------------- | ------------- | ------------- | ------------- | ------------- | ------------- | ------------- |
| 1             | América de Natal    | 23            | 9             | 7             | 2             | 0             | 22            | 2             | 20            | 85,19%        |               |
| 2             | ABC                 | 19            | 9             | 5             | 4             | 0             | 17            | 6             | 11            | 70,37%        |               |
| 3             | Alecrim             | 18            | 9             | 6             | 0             | 3             | 12            | 11            | 1             | 66,67%        |               |
| 4             | Globo               | 16            | 9             | 5             | 1             | 3             | 20            | 11            | 9             | 59,26%        |               |
| 5             | Potiguar de Mossoró | 16            | 9             | 5             | 1             | 3             | 16            | 11            | 5             | 59,26%        |               |
| 6             | Baraúnas            | 13            | 9             | 4             | 1             | 4             | 9             | 8             | 1             | 48,15%        |               |
| 7             | Santa Cruz-RN       | 10            | 9             | 3             | 1             | 5             | 12            | 19            | -7            | 37,04%        |               |
| 8             | Palmeira            | 7             | 9             | 2             | 1             | 6             | 9             | 21            | -12           | 25,93%        |               |
| 9             | Força e Luz         | 3             | 9             | 1             | 0             | 8             | 6             | 21            | -15           | 11,11%        |               |
| 10            | Corintians de Caicó | 3             | 9             | 0             | 3             | 6             | 7             | 20            | -13           | 11,11%        |               |

| Copa Cidade do Natal de 2015         |
| ------------------------------------ |
|                                      |
| América de Natal Campeão (2º título) |

|  |                                                                                                   |
|  | Campeão da Copa Cidade do Natal, ganha vaga na Copa do Brasil de 2016 e Copa do Nordeste de 2016. |
|  | Duelo contra descenso (Rebaixamento para segunda divisão de 2016)                                 |

### Duelo contra o Rebaixamento

#### Jogo de Ida
| 25 de março | Força e Luz  | 1 – 0          | Corintians de Caicó | Barretão, Ceará-Mirim                           |
| 20:00       | Waguinho 83' | Súmula Borderô |                     | Público: 64 Árbitro: RN Emanoel Eduardo Marinho |

| Força e Luz | Corintians-RN |

#### Jogo de Volta
| 29 de março | Corintians de Caicó           | 2 – 0          | Força e Luz | Marizão, Caicó                                        |
| 17:00       | Júlio Palmeira 25' · Dodô 45' | Súmula Borderô |             | Público: 382 Árbitro: RN Flávio Roberto Sales de Lima |

| Corintians-RN | Força e Luz |

### Desempenho por rodada
Clubes que lideraram ao final de cada rodada:
| Rodadas | Rodadas | Rodadas | Rodadas | Rodadas | Rodadas | Rodadas | Rodadas | Rodadas |
| ------- | ------- | ------- | ------- | ------- | ------- | ------- | ------- | ------- |
| 1       | 2       | 3       | 4       | 5       | 6       | 7       | 8       | 9       |
| STC     | AME     | GLO     | AME     | AME     | AME     | AME     | AME     | AME     |

Clubes que ficaram na última posição ao final de cada rodada:
| Rodadas | Rodadas | Rodadas | Rodadas | Rodadas | Rodadas | Rodadas | Rodadas | Rodadas |
| ------- | ------- | ------- | ------- | ------- | ------- | ------- | ------- | ------- |
| 1       | 2       | 3       | 4       | 5       | 6       | 7       | 8       | 9       |
| POT     | PAL     | FOR     | FOR     | FOR     | FOR     | FOR     | FOR     | COR     |

## Segunda Fase (Copa RN)
| Classificação | Classificação       | Classificação | Classificação | Classificação | Classificação | Classificação | Classificação | Classificação | Classificação | Classificação | Classificação |
| Pos           | Times               | Pts           | J             | V             | E             | D             | GP            | GC            | SG            | %             |               |
| ------------- | ------------------- | ------------- | ------------- | ------------- | ------------- | ------------- | ------------- | ------------- | ------------- | ------------- | ------------- |
| 1             | ABC                 | 21            | 7             | 7             | 0             | 0             | 17            | 1             | 16            | 100,0%        |               |
| 2             | América de Natal    | 14            | 7             | 4             | 2             | 1             | 15            | 9             | 6             | 66,67%        |               |
| 3             | Globo               | 12            | 7             | 3             | 3             | 1             | 12            | 6             | 6             | 57,14%        |               |
| 4             | Santa Cruz-RN       | 10            | 7             | 3             | 1             | 3             | 8             | 12            | -4            | 47,62%        |               |
| 5             | Alecrim             | 7             | 7             | 2             | 1             | 4             | 9             | 12            | -3            | 33,33%        |               |
| 6             | Palmeira            | 7             | 7             | 2             | 1             | 4             | 7             | 16            | -9            | 33,33%        |               |
| 7             | Baraúnas            | 6             | 7             | 2             | 0             | 5             | 9             | 12            | -3            | 28,57%        |               |
| 8             | Potiguar de Mossoró | 3             | 7             | 1             | 0             | 6             | 8             | 17            | -9            | 14,29%        |               |

| Copa Rio Grande do Norte de 2015 |
| -------------------------------- |
|                                  |
| ABC Campeão (4º título)          |

|  |                                                                                      |
|  | Campeão da Copa RN, ganha vaga na Copa do Brasil de 2016 e Copa do Nordeste de 2016. |

### Desempenho por rodada
Clubes que lideraram ao final de cada rodada:
| Rodadas | Rodadas | Rodadas | Rodadas | Rodadas | Rodadas | Rodadas |
| ------- | ------- | ------- | ------- | ------- | ------- | ------- |
| 1       | 2       | 3       | 4       | 5       | 6       | 7       |
| ABC     | ABC     | ABC     | ABC     | ABC     | ABC     | ABC     |
| STC     | ABC     | ABC     | ABC     | ABC     | ABC     | ABC     |

Clubes que ficaram na última posição ao final de cada rodada:
| Rodadas | Rodadas | Rodadas | Rodadas | Rodadas | Rodadas | Rodadas |
| ------- | ------- | ------- | ------- | ------- | ------- | ------- |
| 1       | 2       | 3       | 4       | 5       | 6       | 7       |
| ALE     | POT     | BAR     | ALE     | POT     | POT     | POT     |
| PAL     | POT     | BAR     | ALE     | POT     | POT     | POT     |

## Final do campeonato

### Jogo de Ida
| 29 de abril de 2015 | América de Natal | 1 - 1          | ABC           | Arena das Dunas, Natal                                             |
| 19:45               | Max 26'          | Súmula Borderô | 84' Reginaldo | Público: 9 495 Árbitro: PA Dewson Fernando Freitas da Silva (FIFA) |

| América-RN | ABC |

### Jogo de Volta
| 02 de maio de 2015 | ABC | 0 - 1          | América de Natal      | Frasqueirão, Natal                                  |
| 16:00              |     | Súmula Borderô | 20' Flávio Boaventura | Público: 12 883 Árbitro: RS Anderson Daronco (FIFA) |

| ABC | América-RN |

## Premiação
| Campeonato Potiguar de 2015           |
| ------------------------------------- |
|                                       |
| América de Natal Campeão (35º título) |

| Vice Campeão: | Terceiro Colocado: | Equipe mais:     | Artilheiro: | Melhor goleiro: |
| ------------- | ------------------ | ---------------- | ----------- | --------------- |
| ABC           | Globo              | América de Natal | Kayke (ABC) | Saulo (ABC)     |

## Classificação Geral
Classificação atualizada da fase final do Campeonato Potiguar Chevrolet 2015 somando Copa Cidade do Natal + Copa RN.